# Bolognesi híd (Piura)
A Bolognesi híd egy közúti függőhíd a perui Piura városában, a Piura folyó fölött.

## Története
Az első Bolognesi híd építése 1966 májusában kezdődött, és 1967. július 21-én nyitották meg (bár eredetileg az átadást 3 évvel korábbra tervezék). A hidat J. L. Bosio, V. J. Santa María, R. Paz és H. F. Barrantes tervezték, a kivitelező a Woodman és Mohme volt.
Az 1998-as El Niño jelenség következtében a Piura folyó megáradt (vízhozama elérte a 4400 m³/s-ot is), ezért március elején lezárták a hidat. Rövid időn belül azonban újra megnyitották a forgalom előtt, de március 16-án reggel 10 óra táján, nem bírva a hatalmas víztömeg nyomását, az építmény összeomlott. Sok ember a vízbe esett, 20 áldozat név szerint is ismert (mindegyikük férfi), de rajtuk kívül is többen vannak, akik eltűntek, és soha nem kerültek elő.
Az új, más szerkezetű, teherbíróbb híd építése 2001-ben kezdődött el.

## Leírás
A híd a Piura folyó jobb (nyugati) partján található Piurát és a vele egybeépült bal parti Castillát köti össze. A régi, összeomlott híd 130,55 méter hosszú volt, három pillér tartotta, nyílásai 32 méteresek voltak. Szélessége 15,2 méter volt, kétszer két közúti sávval rendelkezett. A folyó és a híd közötti legnagyobb magasság elérte a 6,5 métert. A jelenlegi híd nyílása már 150 méteres.
A nyugati hídfőnél az 1998-as hídomlás áldozatainak emlékére állított, angyalt formázó emlékmű látható.

## Képek

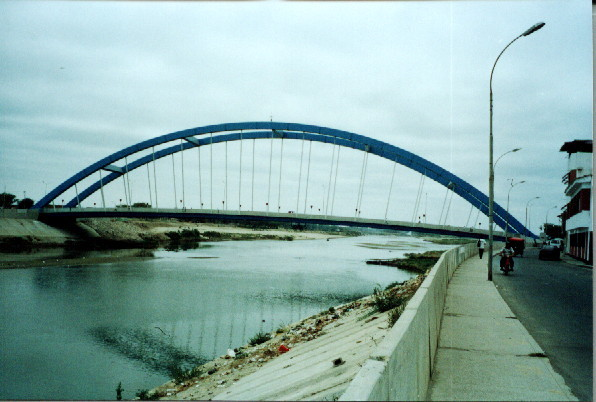
A híd
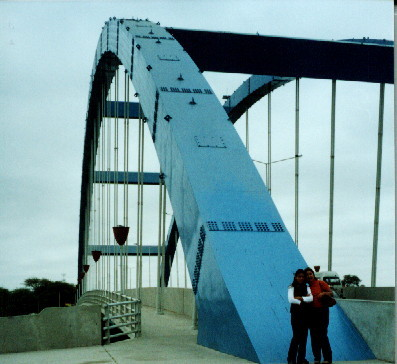
Részlet
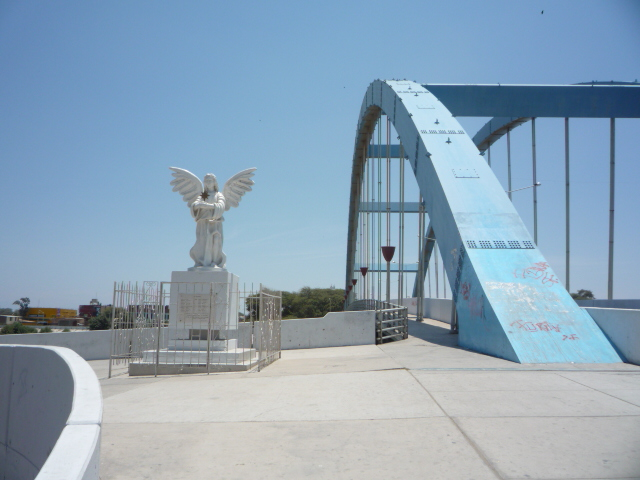
A hídomlás áldozatainak emlékműve
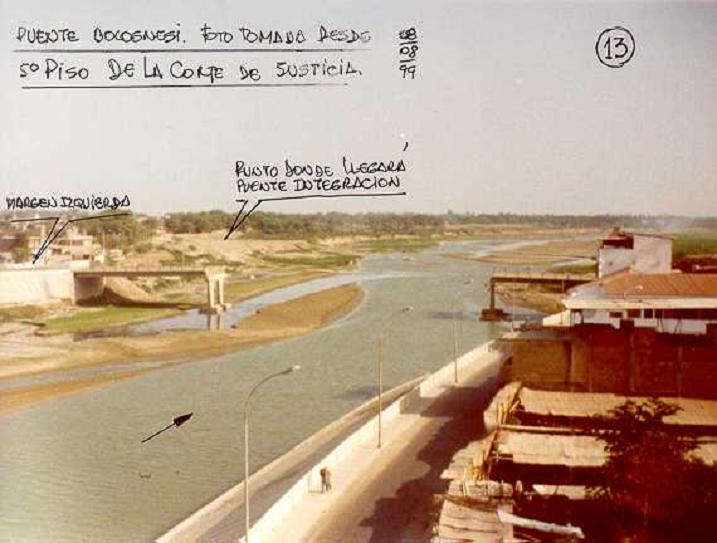
A megsemmisült régi híd